# Johann Blieberger

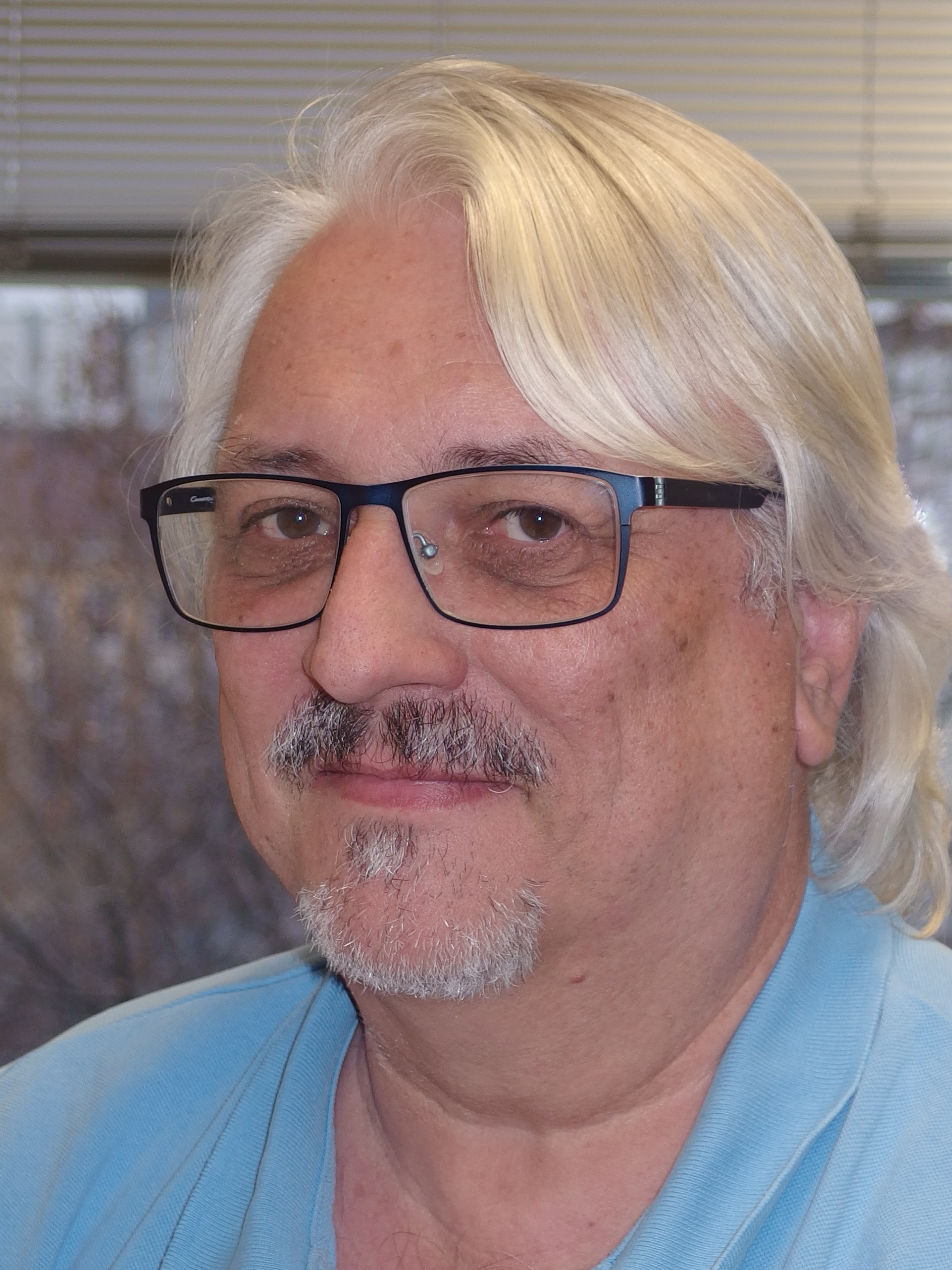
Johann Blieberger (2024)

Johann Blieberger (* 6. Dezember 1961 in Thenneberg) ist ein österreichischer Informatikwissenschaftler und Lehrender an der Technischen Universität Wien sowie Fachbuchautor in den Bereichen Informatikwissenschaft und Eisenbahngeschichte.

## Leben und Familie
Blieberger wurde als Sohn von Johann Blieberger und Christine geb. Habersatter geboren. Der Vater war Eisenbahner. Daraus ergab sich für Blieberger ein lebenslanges Interesse am Eisenbahnwesen.
Johann Blieberger ist mit Barbara geb. Bertl seit 1992 verheiratet. Der Ehe entstammen drei Kinder (zwei Töchter und ein Sohn).

## Ausbildung und Beruf
Nach der Volksschule Altenmarkt an der Triesting wechselte Blieberger an das Bundesgymnasium Berndorf. Dort schloss er seine schulische Ausbildung im Jahr 1980 mit der Matura ab.
Von 1980 bis 1984 studierte Blieberger Informatik an der TU Wien. Der Titel seiner Diplomarbeit war Asymptotische Anzahlbestimmung mittels erzeugender Funktionen. Im Jahr 1985 promovierte er mit der Dissertation Asymptotische Untersuchungen zur Anzahl verallgemeinerter Motzkin-Bäume und zu verwandten Problemen und erreichte damit den akademischen Grad Doktor der technischen Wissenschaften.
Zwischen 1984 und 1988 war er bei Siemens Österreich (PSE, Programm und Systementwicklung) in Wien beim Projekt Gemini tätig.
Im Jahr 1988 kehrte er als Forscher an die TU Wien zurück und war dort im Institute of Computer Engineering der Fakultät für Informatik tätig. Seine Habilitationsschrift für Worst-case execution time analysis of real-time programs führte im Jahr 2000 zur Habilitation und venia docendi für Technische Informatik und der Verleihung des Titels a.o. Univ. Prof.
Seit 2020 ist er Institutsvorstand des Institute of Computer Engineering, seit 2023 ist er Forschungsbereichsleiter für Automation Systems.
Bliebergers Forschungsschwerpunkte sind Echtzeitsysteme, Analyse von Multithread-Systemen, Design und Analyse schwacher Speichermodelle, Modellierung und Automatisierung des Bahnbetriebs, Statische Programmanalyse, Symbolische Evaluierung und ihre Anwendungen, Analyse von Algorithmen und Datenstrukturen, Kronecker Algebra mit ihren Anwendungen in der Informatik und im Eisenbahnwesen sowie die Programmiersprache Ada.
Er ist Mitglied von ISO JTC1/SC22/WG9 (Entwicklung der Programmiersprache Ada).

## Private Interessen
Blieberger befasst sich privat mit österreichischer Eisenbahngeschichte, Modelleisenbahn und Genealogie. Zum erstgenannten Thema publiziert er laufend.

## Weiteres Schaffen
Seit dem 15. Oktober 2007 ist Blieberger Mitglied im Trägerverein des Verlages bahnmedien.at und agiert in diesem als Vorstandsmitglied und Produktionsleiter.

## Werke (Auswahl)

### Informatikwissenschaft
- Johann Blieberger (Hrsg), Markus Bader (Hrsg). Reliable Software Technologies -- Ada-Europe 2017 : 22nd Ada-Europe International Conference on Reliable Software Technologies, Vienna, Austria, June 12-16, 2017, Proceedings. ISBN 978-3-319-60587-6
- Johann Blieberger und andere. Informatik. Springer. Wien / New York. 1990. ISBN 978-3-211-82232-6
- Johann Blieberger und andere. Informatik. Springer. Wien / New York. 1992. ISBN 978-3-211-82389-7
- Johann Blieberger, Bernd Burgstaller, Gerhard-Helge Schildt. Informatik. Springer. Wien / New York. 2005. ISBN 978-3-211-27754-6

### Eisenbahngeschichte
- Johann Blieberger, Josef Pospichal. Auf den Spuren von Franz Kraus – Die ÖBB-Reihen 42, 50, 52 und 152. bahnmedien.at. 2023. ISBN 978-3-903177-58-1
- Johann Blieberger, Josef Pospichal. Triebfahrzeuge der Südbahngesellschaft. bahnmedien.at. 2023. ISBN 978-3-903177-59-8
- Johann Blieberger, Hermann Heless. kkStB Reisezugwagen, Wagengruppe If bei kkStB und BBÖ. bahnmedien.at. 2022. ISBN 978-3-903177-53-6
- Johann Blieberger, Josef Pospichal, Arthur Meyer. Schmalspurig durch Alt-Österreich. bahnmedien.at. 2023. ISBN 978-3-903177-38-3
- Johann Blieberger, Josef Pospichal. Dampfgetriebene Triebfahrzeuge der österreichischen Staatsbahnen ab 1945. Band 5. bahnmedien.at. 2018. ISBN 978-3-903177-12-3